# Kletečná
Kletečná (německy Kletschen) je jeden z dominantních neovulkanických kopců Českého středohoří. Kopec se nachází v katastrálním území Kletečná obce Velemín v okrese Litoměřice. Zalesněný vrchol se nalézá zhruba jeden kilometr od vesnice.

## Historie
V roce 1999 byly na vrcholu hory nalezeny dva srpy z pozdní doby bronzové. Nález patří do okruhu kultur popelnicových polí a může být interpretován jako obětina uložená zde v souvislosti s cestováním po dálkových či lokálních pravěkých cestách. S ohledem na blízkost soudobého osídlení např. v okolí Solan a kolektivnost obětí je pravděpodobnější, že srpy zde uložili místní zemědělci.

## Geologie
Stejně jako mnoho ostatních vrcholů pohoří je i tento pozůstatkem sopečné činnosti. Trachytový kužel s relativním převýšením až 250 metrů vznikl vypreparováním lakolitu vyzdviženého z křídových hornin. Na úpatí kopce se vyskytují také bazalty, nefelinity a pyroklastické sedimenty. Na svazích lze pozorovat mrazové sruby a deskovité sutě.

## Přístup
Na vrchol nevede značená turistická trasa. Zeleně značená stezka z Kletečné do Bílky prochází po severním úpatí a zároveň žlutě značená stezka z Kletečné do Chotiměře. 